# Wes Sheridan
Wesley J. Sheridan (né le 20 janvier 1960 à Shédiac au Nouveau-Brunswick) est un homme politique canadien. Il représente la circonscription de Kensington-Malpeque à l'Assemblée législative de l'Île-du-Prince-Édouard depuis l'élection générale du lundi 28 mai 2007.